# Vila Uberabinha
Vila Uberabinha é um bairro nobre pertencente ao distrito de Moema, na Zona Centro-Sul de São Paulo. Ele é delimitado pelas avenidas Santo Amaro, Hélio Pellegrino, República do Líbano e Rua Afonso Braz. Nas proximidades do bairro está localizado o Parque Ibirapuera, um dos pontos mais famosos da cidade.

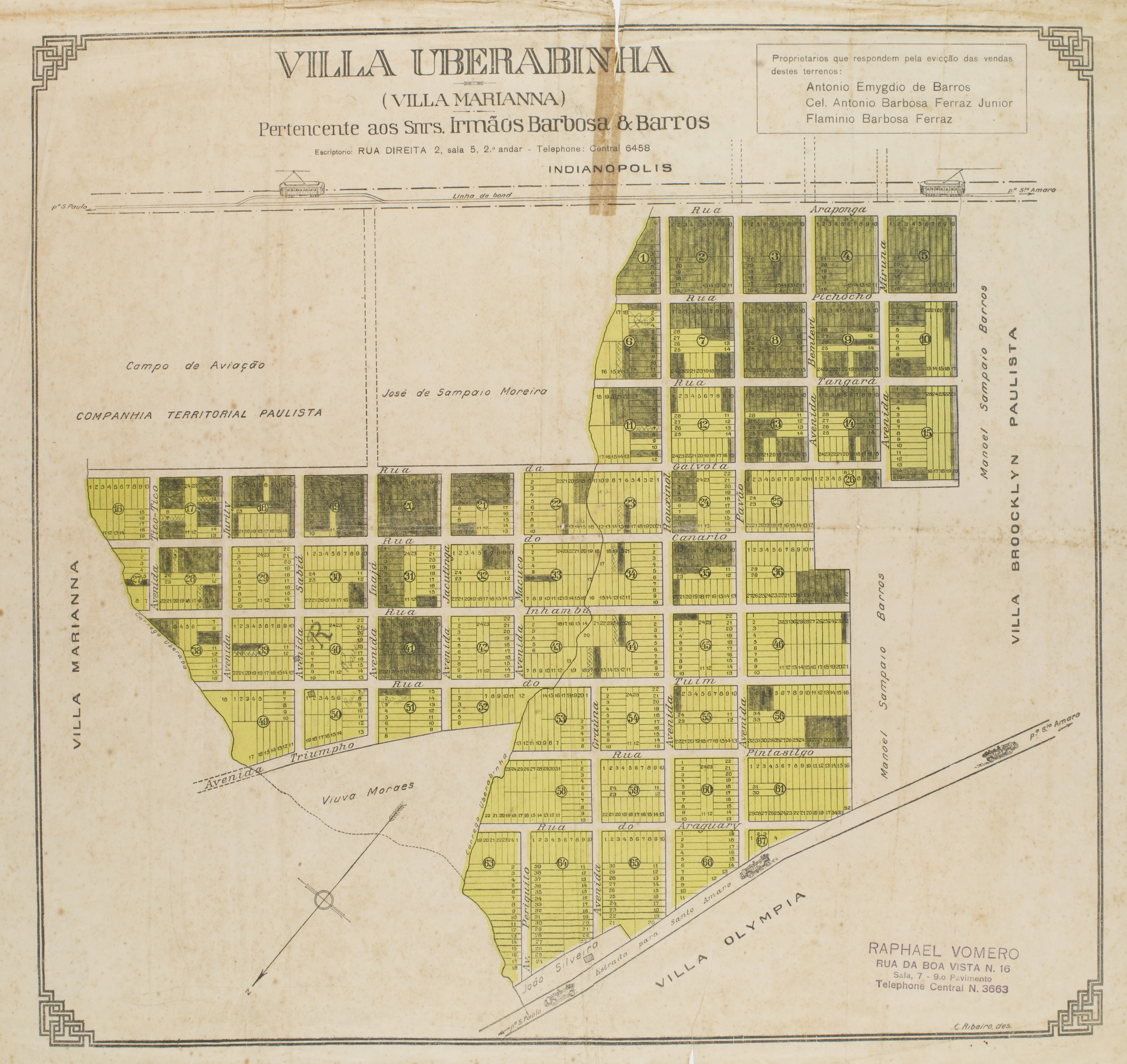
Planta baixa de Villa Uberabinha.